# Julia Leinweber
Julia Leinweber (* 1981 in Frankfurt am Main) ist eine deutsche Schauspielerin, Sängerin und Tänzerin.

## Biografie
Julia Leinweber wurde in Frankfurt am Main geboren. Sie absolvierte ihre Ausbildung zur Musicaldarstellerin in München sowie am „Edge Performing Arts Center“ Los Angeles. 

## Musiktheater
Bereits während ihrer Ausbildung war sie am freien Landestheater Bayern unter der Regie von Bernd Seidel im Struwwelpeter (als Paulinchen) und im Nachkriegsmusical Casa Carioca (als Christa) zu sehen. Es folgten Engagements für West Side Story (Anita) am Stadttheater Altenburg/Gera, Jesus Christ Superstar (Soul girl) bei den Domfestspielen Erfurt. Für beide Stücke wurde sie ebenfalls von den Vereinigten Bühnen Bozen verpflichtet.
Von 2006 bis 2009 spielte sie im Musicalhit Mamma Mia am Palladiumtheater Stuttgart sowie am T.A.P.P Berlin (Cover Ali). Des Weiteren war sie am Opernhaus Wuppertal in Cabaret (Kit-Kat girl), in Hello, Dolly (Cover Minnie Fay) und Johnny Cash – The Man in Black (Vivian Liberto/Louise) bei der Konzertdirektion Landgraf zu sehen.

Am Stadttheater Hof verkörperte sie die Rolle der „Rosalia“ in West Side Story unter der Regie von Reinhardt Friese. 2011 spielte sie im Musical Ludwig² - Der König kommt zurück in Kempten, wo sie u. a. die Rolle der Sybille Meilhaus sowie Marie Königin von Bayern gab. 
2012 war Julia Leinweber am Volkstheater Frankfurt - Liesel Christ als „Anne“ in La Cage aux Folles zu sehen.

### Sprechtheater
2011 spielte Julia Leinweber in der Kriminalkomödie Ein Fall für Pater Brown (nach den Verfilmungen mit Heinz Rühmann) die Rolle der „Sophie Gladwell“ am Theater im Rathaus Essen.
Von 2015 bis 2024 war Julia Leinweber festes Ensemble-Mitglied am Theater Hof. Dort spielte sie u. a. Sally Bowles in „Cabaret“ und die Titelrollen in „Die bitteren Tränen der Petra von Kant“, „Sweet Charity“ und „Höllisch moderne Millie“ sowie die Kunigunde in „Das Käthchen von Heilbronn“.

## Musikvideo
Im Musikvideo zum Song Satin Butterfly der Münchner Band Jamaram übernahm Julia Leinweber 2006 die weibliche Hauptrolle.

## CD-Aufnahmen
2011: Cast-Aufnahme „Ludwig²-Der König kommt zurück“

## Produktionen (Auswahl)
| Jahr    | Titel                          | Rolle                               | Theater                        |
| ------- | ------------------------------ | ----------------------------------- | ------------------------------ |
| 2004/06 | West Side Story                | Anita                               | Stadttheater Altenburg/Gera    |
| 2005    | Jesus Christ Superstar         | Ensemble                            | Vereinigte Bühnen Bozen        |
| 2005    | Jesus Christ Superstar         | Soul-girl                           | Stadttheater Erfurt            |
| 2006    | West Side Story                | Ensemble                            | Vereinigte Bühnen Bozen        |
| 2006/07 | Mamma Mia                      | Swing/Cover Ali                     | Palladiumtheater Stuttgart     |
| 2007/09 | Mamma Mia                      | Swing cover Ali                     | T.A.P.P                        |
| 2009    | Cabaret                        | Swing                               | Opernhaus Wuppertal            |
| 2009/10 | Hello, Dolly                   | Ensemble / Cover Minnie Fay         | Konzertdirektion Landgraf      |
| 2010/11 | Johnny Cash – The Man in Black | Vivian Liberto / Louise             | Konzertdirektion Landgraf      |
| 2010/11 | West Side Story                | Rosalia                             | Stadttheater Hof               |
| 2011    | Ludwig²-Der König kommt zurück | c.Sybille Meilhaus/Marie von Bayern | BigBox Kempten                 |
| 2011/12 | Ein Fall für Pater Brown       | Sophie Gladwell                     | Theater im Rathaus Essen       |
| 2012    | La Cage aux Folles             | Anne                                | Volkstheater Frankfurt am Main |